# Kecamatan Tanjung Palas Tengah
Kecamatan Tanjung Palas Tengah (indonesiska: Tanjung Palas Tengah) är ett distrikt i Indonesien.   Det ligger i provinsen Kalimantan Utara, i den norra delen av landet, 1 600 km nordost om huvudstaden Jakarta.